# آنیش شث
آنیش شث (به انگلیسی: Aneesh Sheth) (زاده ۵ ژانویهٔ ۱۹۸۲) بازیگر و کنشگر هندی-آمریکایی است.
او یک زن ترنس است.

## فیلم‌شناسی
فهرست برخی از فیلم‌ها و مجموعه‌های تلویزیونی که آنیش شث در آن‌ها به ایفای نقش پرداخته است:
- کودکی مانند جیک-۲۰۱۸
- نیو آمستردام- (مجموعه تلویزیونی)
- جسیکا جونز- (مجموعه تلویزیونی)
- دوتای دیگر-(مجموعه تلویزیونی)
- مردگان متحرک-(مجموعه تلویزیونی)
- قرمز، سفید و آبی سلطنتی-۲۰۲۳